# 普萊恩山
77°36′S 161°27′E / 77.600°S 161.450°E
普萊恩山（英語：Plane Table），是南極洲的山峰，位於維多利亞地，屬於阿斯加德山脈的一部分，由新西蘭南極名稱諮詢委員會命名，現時由南極條約體系管理。
 本条目引用的公有领域材料来自美国地质调查局的文档 《普萊恩山》 （資料來自地名信息系统）。